# 만보산 사건

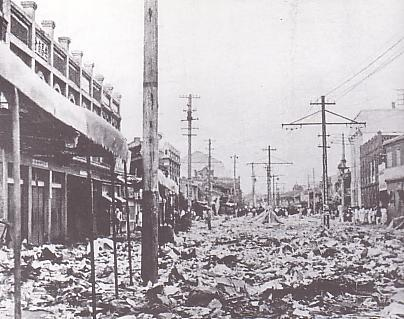
만보산 사건 이후 파괴된 평양의 화교 거리. 1931년 7월

만보산 사건(萬寶山事件)은 1931년 7월 2일에 중국 만주 지린성 장춘시 관성구 싼싱바오(三姓堡)에 있는 만보산 지역에서 당시 만주로 대량 이주한 조선인과 중국인 농민 사이에 수로(水路) 문제가 발단이 되어 일어난 충돌 및 유혈사태로, 만주사변을 촉발했다. 만보산 사건은 일본의 술책도 있지만 임오군란 때 청나라의 경제적 침략자로서 동원된 한족 화교들에 대한 반감에 의한 조선인들의 민중 항의이기도 하였다. 국제연합조사위원회 위원으로 참여하였던 구웨이쥔의 보고서를 따르면 평양 지역 사망자는 133명이다. 

## 만보산 사건의 배경과 진행

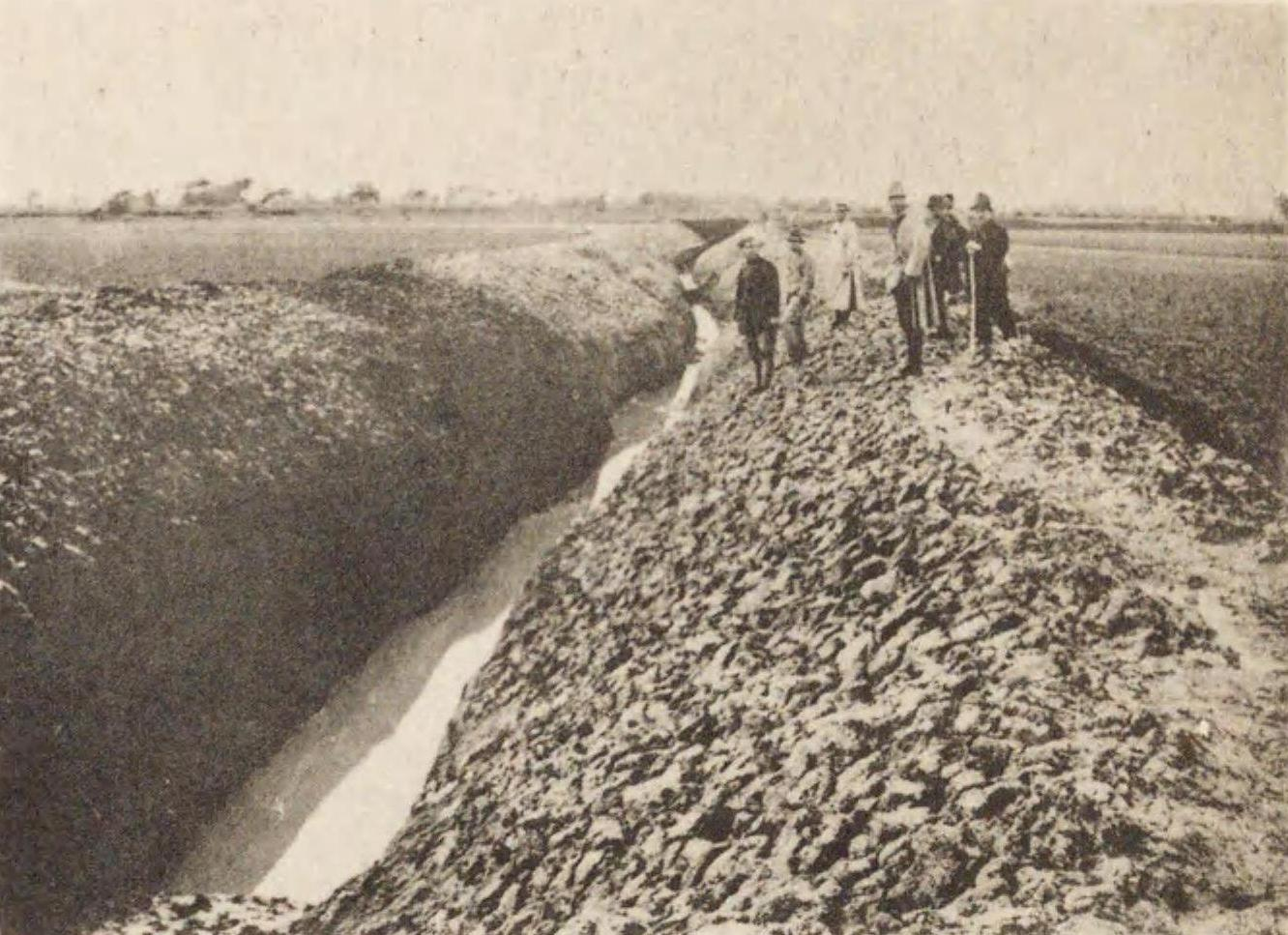
만보산 사건의 배경이 된 이퉁 강 관개수로

일본은 조선인과 일본인에게 만주 개척에 따른 많은 혜택을 홍보하여 다수의 조선인과 일본인들이 중국 동북지방에 이주하였다. 만주에 이주한 많은 일본인과 조선인을 구실로 일본은 중국 대륙 침략의 발판을 만들었다. 당시 일본은 만주 이주자들에게 많은 혜택을 주고 있었고 일부 조선인들은 빠르게 만석꾼이 되었다. 이들은 일본 법상 축첩이 허용되지 않았으나 많은 중국인 여성과 만주족 여성을 첩으로 삼곤 하였고 이러한 조선인의 행동에 대해 중국인들이 시기하기 시작하였다.
일본은 중국인 하오융더(郝永德)를 매수하고 자금을 투자하여 만주 창춘시에 장농도전공사(長農稻田公司)를 설립하고 그를 지배인으로 앉혔다. 1931년 4월 16일 하오융더는 만보산 지방에 있는 소한림(蕭翰林) 등 11인의 소유 토지 가운데 미개간지 약 200ha를 해당 지주와 10년 기한으로 조차계약하였다(단, 이 계약에는 현 정부의 승인이 없으면 무효라는 규정이 있었다.).
그런데 4월 중에 하오융더는 현(縣)정부의 정식 승인을 얻지 않고, 이 토지를 조선인 농민 이승훈(李昇薰) 등 8인에게 10년간 조차계약을 체결하였고, 이승훈은 이 계약을 근거로 조선인 농민 180여 명을 이 지방에 이주하게 하여 개척에 착수했다. 개척 작업에서 가장 먼저 시작한 것이 이퉁 강으로 통하는 관개수로공사였다.
문제는 이 수로 개척과 제방 축조가 타인의 토지인 부근 농지에 미치는 피해가 많았다는 점이다. 이 때문에 토착 중국 농민들이 반대 운동을 일으키고 현(縣) 당국에 탄원·진정하여 공사 진행을 강제로 중지시켰다. 계약서 상 분명히 현정부의 승인이 없으면 일본의 대리인인 하오융더와 중국인 지주 간 계약이 무효가 되고, 한인 농민들의 개척작업 또한 근거가 사라지는 것이다.
그러나 일본 영사관 소속 경관 6명이 이 공사를 강행하고, 일본 경찰 60명이 중국 농민의 반대를 무력으로 억압하여 이 수로공사는 1931년 6월 말에 준공되었다. 상황이 이에 이르자 중국 농민 약 400여 명이 7월 1일에 봉기하여 이 관개수로 약 2리를 매몰하는 사건이 벌어졌다. 이로써 현장에 있던 조선인 지주, 일본 영사관 경찰, 조선인 주민과 중국인 사이에 일대 충돌이 일어났다. 7월 2일 장춘의 일본 영사관은 무장경찰관 15명을 파견하였고, 중국 측도 300명의 경찰관을 파견하였다. 다시 일본 경찰은 무장경찰관을 증파하였고, 이들의 경계 아래 개간공사를 진행시켜 7월 6일 공사를 완성하였다. 일본 경찰은 중국인 농민에게 무차별 발포하여 학살하였다.

## 사건의 반향과 반중국인과 한국인 충돌

### 경과 및 결과
중국 국민당 정부측은 일본측의 대응에 강경하게 대항하였으나 일본은 아무런 성의를 보이지 않을 뿐만 아니라 애매한 태도만 취하였다.
일본 영사 경찰서는 한국인 다수가 살상되었다는 허위정보를 제공하였으며, 조선 내 신문들은 민족감정을 자극하는 오보를 하면서, 조선 내에 거류하는 중국인을 적대시하는 운동을 도발시켰다. 조선일보는 7월 2일 호외로 '만보산에서 중국농민과 조선농민이 충돌해 많은 조선인이 피살됐다'는 보도를 했다. 이는 조선일보의 장춘지국의 조선인 기자 김이삼이 전한것으로 그는 이 정보의 진위를 가리지 않고 타전했다. 이 때문에 인천을 필두로 경성·원산·평양·부산·대전·천안 각지에서 수만 명이 참가하는 중국인 배척운동이 일어났으며, 평양과 부산, 인천과 천안에서는 대낮에 중국인 상점과 가옥을 파괴하고 구타·학살하는 사건이 며칠간 계속되는 등 잔인한 폭력사태로 확산되었다. 일제는 조작된 기사를 보도하게 하였고, 부산과 천안에서 불량배를 매수하여 화교들에 대한 학살과 강간 등 폭력행위를 조장하였다. 이러한 사태는 《동아일보》 등이 오보임을 알리고 진정을 호소하는 보도로 7월 10일 이후로 진정되는 기미가 보였으나 전국에서 화교에 대한 학살과 강간은 간헐적으로 지속되었다. 이러한 학살로 인해 조선에 화교의 수가 급감하였다.
이상하게도 첫 보도를 내었던 조선일보 기자 김이삼은 정정보도와 사죄문을 조선일보에 발표한 다음날 조선인에게 피살되었다. 김이삼이 지린시에서 일본의 특무기관에 의하여 살해당했다고 하는 사람도 있었다.
이 사건의 본질은 만주에 세력을 형성한 중국 민족운동 세력과 조선인 민족운동 세력의 반일 공동전선투쟁에 대해 중국인과 한국인을 이간하여 분열시키려는 일본의 치밀한 음모였으며, 이주한 조선인들을 만주 침략과 대륙 침탈의 발판으로 삼고 국제적으로는 자기 입장을 유리하게 하려는 술책이었다는 학설이 한국에서는 오랫동안 정설로 인정되어 왔으나, 2000년대부터 이 학설에 대해 회의적인 분위기가 형성되었고 만보산 사건과 그 후 한반도에서 벌어진 화교배척사건들을 모두 만보산 사건이라는 명칭으로 하나로 묶어서 설명하게 되었다.
일본 경찰은 이 사태를 방관하는 한편, 형식적으로 제지의 태도를 보였으나 극히 소극적이고 냉담하였다. 이후 중국에서는 조선인 배척운동이, 일본에서는 만주 침략의 분위기가 조성되었고, 이러한 갈등은 만주 사변으로 이어지게 된다. 중국에서는 조선인의 싸움은 만몽 침략정책을 가진 일본제국주의가 고의로 선동, 촉발한 것이라고 사태를 파악하고 있었다. 중국에서는 이 사건을 계기로 더욱 거센 배일운동이 일어났다. 중국의 국민당 기관지인 중앙일보와 민국일보 등은 만보산사건의 진상을 알리고 배일운동을 전개했다. 특히 중국과 조선 독립운동가들은 연합하여 공동투쟁을 전개했다.

## 기념비
1985년 12월에는 더후이시 미사쯔진에는 만보산사건기념비가 세워졌다.

## 같이 보기
- 만보산 사건 기념비
- 만주 사변
- 민생단 사건
- 류탸오후 사건
- 간도 문제
- 간도 공산당 사건
- 21개조 요구: 1915년 체결. 남만주에서 일본의 상조권(商租權)을 인정하는 조약